# Saint-Suliac
Saint-Suliac (bret. Sant-Suliav) – miejscowość i gmina we Francji, w regionie Bretania, w departamencie Ille-et-Vilaine.
Według danych na rok 1990 gminę zamieszkiwały 802 osoby, a gęstość zaludnienia wynosiła 147 osób/km² (wśród 1269 gmin Bretanii Saint-Suliac plasuje się na 663. miejscu pod względem liczby ludności, natomiast pod względem powierzchni na miejscu 1004.).